# Гатино — Оттава (аэропорт)
Аэропорт Гатино-Оттава (англ. Gatineau-Ottawa Executive Airport, фр. Aéroport exécutif Gatineau-Ottawa) (ИАТА: YND, ИКАО: CYND) — аэропорт, расположенный на северо-востоке города Гатино, Квебек, Канада, между секторами Гатино и Массон-Анже. Имеет единственную взлётно-посадочную полосу, ориентированную с востока на запад.
Аэропорт оборудован канадскими таможенными приспособлениями, включая систему CANPASS для самолётов, прибывающих из-за пределов Канады. 
Открыт в 1978 г., передан властям г. Гатино в 1991 г. В аэропорту есть бюро аренды автомобилей и ресторан.
В прошлом неоднократно предпринимались попытки организовать регулярные рейсы из Гатино в другие города, но до настоящего времени из аэропорта самолёты регулярно летают только в г. Квебек (с сентября 2003 г., компания Air Expresso). Большинство жителей Гатино используют расположенный в соседнем городе Оттава Международный аэропорт имени Макдональда — Картье, или же Международный аэропорт имени Пьера Эллиота Трюдо в Монреале.
В 2010 г. это был самый активный из аэропортов Канады, не имеющих наблюдательной башни..
На территории аэропорта расположен авиационный музей Старинные крылья Канады.